# Coatonia phylloniscoides
Coatonia phylloniscoides är en kräftdjursart som beskrevs av Brian Frederick Kensley 1971. Coatonia phylloniscoides ingår i släktet Coatonia och familjen Titaniidae. Inga underarter finns listade i Catalogue of Life.